# Арье, Евгений Михайлович
Евге́ний Миха́йлович Арье́ (ивр. יבגני אריה‎; 28 ноября 1947 года — 19 января 2022 года) — израильский театральный режиссёр, художественный руководитель и режиссёр театра «Гешер».

## СССР — Россия
Евгений Михайлович Арье родился 28 ноября 1947 года в Москве. После окончания психологического факультета МГУ Арье поступил в Ленинградский институт театра, музыки и кинематографии (ЛГИТМиК) на курс Георгия Товстоногова.
После окончания института работал в ленинградских Большом драматическом театре (БДТ) ("Телевизионные помехи"), Малом драматическом театре ("Счастье моё"), в московском Театре имени Маяковского, ставил телевизионные спектакли.
Его спектакль «Розенкранц и Гильденстерн мертвы» в Театре Маяковского стал в своё время событием столичной театральной жизни.
Постановки Арье «были удостоены нескольких призов в России и за её пределами. В течение ряда лет Арье преподавал в качестве доцента в ГИТИСе».

## Израиль
Ещё в 1980 году Арье подавал документы на выезд в Израиль, но получил отказ без объяснения причин. В 1988 году, после того как он поставил вечер памяти Соломона Михоэлса, состоялось знакомство с Натаном Щаранским, который предложил ему посетить Израиль, чтобы познакомиться со страной и подумать о создании там нового театра.
В 1990 году Арье вместе с группой артистов, в том числе, его учеников по ГИТИСу, репатриировался в Израиль. В Яффо он основал театр с символичным названием «Гешер» (с ивр. — «Мост»). Примером для основателей «Гешера» стало создание в Израиле, театра «Габима» в 1928 году.
Первую небольшую, но очень важную помощь новый театр получил от Сионистского форума под предводительством Натана Щаранского. Проект создания «русского» театра также поддержала израильская интеллигенция — ряд писателей, режиссёров и художников написали письмо об этом тогдашнему премьер-министру Израиля Ицхаку Рабину, после чего театр получил поддержку правительства.
Театр «Гешер» с успехом гастролировал по всему миру, демонстрируя режиссёрские работы своего художественного руководителя. Спектакли Арье «много раз с успехом представляли Израиль на престижных театральных фестивалях».
Арье также преподавал в Тель-Авивском и Нью-Йоркском университетах.
В ноябре 2021 года тяжело заболел. Умер во время операции в нью-йоркской больнице 19 января 2022 года на 75-м году жизни. Похороны состоялись 22 января в мемориальном парке «Роуз-Хилс» в Нью-Йорке.

## Спектакли, поставленные на сцене театра «Гешер»
- «Розенкранц и Гильденстерн мертвы» (1991)
- «Дело Дрейфуса» (1991)
- «Балаганчик» (1991)
- «Если бы…» (1991)
- «Кабала святош или жизнь г-на де Мольера» (1992)
- «Идиот» (1992)
- «Адам — сукин сын» (1993)
- «На дне» (1994)
- «Тартюф» (1995)
- «Деревушка» (1996)
- «Город. Одесские рассказы» (1996)
- «Три сестры» (1997)
- «Дон Жуан» (1998)
- «Трапеза» (1999)
- «Река» (1999)
- «Море» (1999)
- «Мистер Бринк» (2000)
- «Дьявол в Москве» (2000)
- «Сон в летнюю ночь» (2001)
- «Раб» (2002)
- «Шоша» (2003)
- «Останки любви» (2003)
- «На два голоса» (2004)
- «Женитьба Фигаро» (2004)
- «Вариации для театра с оркестром» (2005)
- «Момик» (2005)
- «Вишневый сад» (2006)
- «Поздняя любовь» (2006)
- «Тот самый Мюнхгаузен» (2006)
- «Якиш и Пупче» (2007)
- «Шварц и другие животные» (2008)
- «Враги. История любви» (2008)
- «Двенадцатая ночь» (2008)
- «10 секунд» (2009)
- «Тартюф» (2009)
- «5 кило сахара» (2009)
- «Шесть персонажей в поисках автора» (2010)
- «Ревизор» (2010)
- «Он + она» (2010)
- «Крейцерова соната» (2010)
- «Голубь и мальчик» (2011)
- «Анти» (2013)
- «Деревушка» (1996)
- «Диббук» (2014)
- «Добрый человек из Сезуана» (2014)
- «Я — дон Кихот» (2015)
- «Книга царя Давида» (2016)
- «Гулливер» (2017)
- «Орестея» (2018)
- «Раб» (2018)
- «Мама» (2019)

## Спектакли, поставленные за рубежом
- «Тартюф» (Нью-Йорк, 1995)
- «На всякого мудреца довольно простоты» (Нью-Йорк, 1997)
- «Привидения» (Нью-Йорк, 2009)
- «Якиш и Пупче» (Рижский русский театр имени Михаила Чехова, 2013)

## Спектакли в Москве
- «Враги. История любви» (Московский театр «Современник», 2011)
- «Скрытая перспектива» (Московский театр «Современник», 2012)
- «Идиот» (Большой театр, 2017)
- «Евгений Онегин» (Большой театр, 2018)
- «Папа» (Московский театр «Современник», 2020)

## Награды, признание
(по источникам)

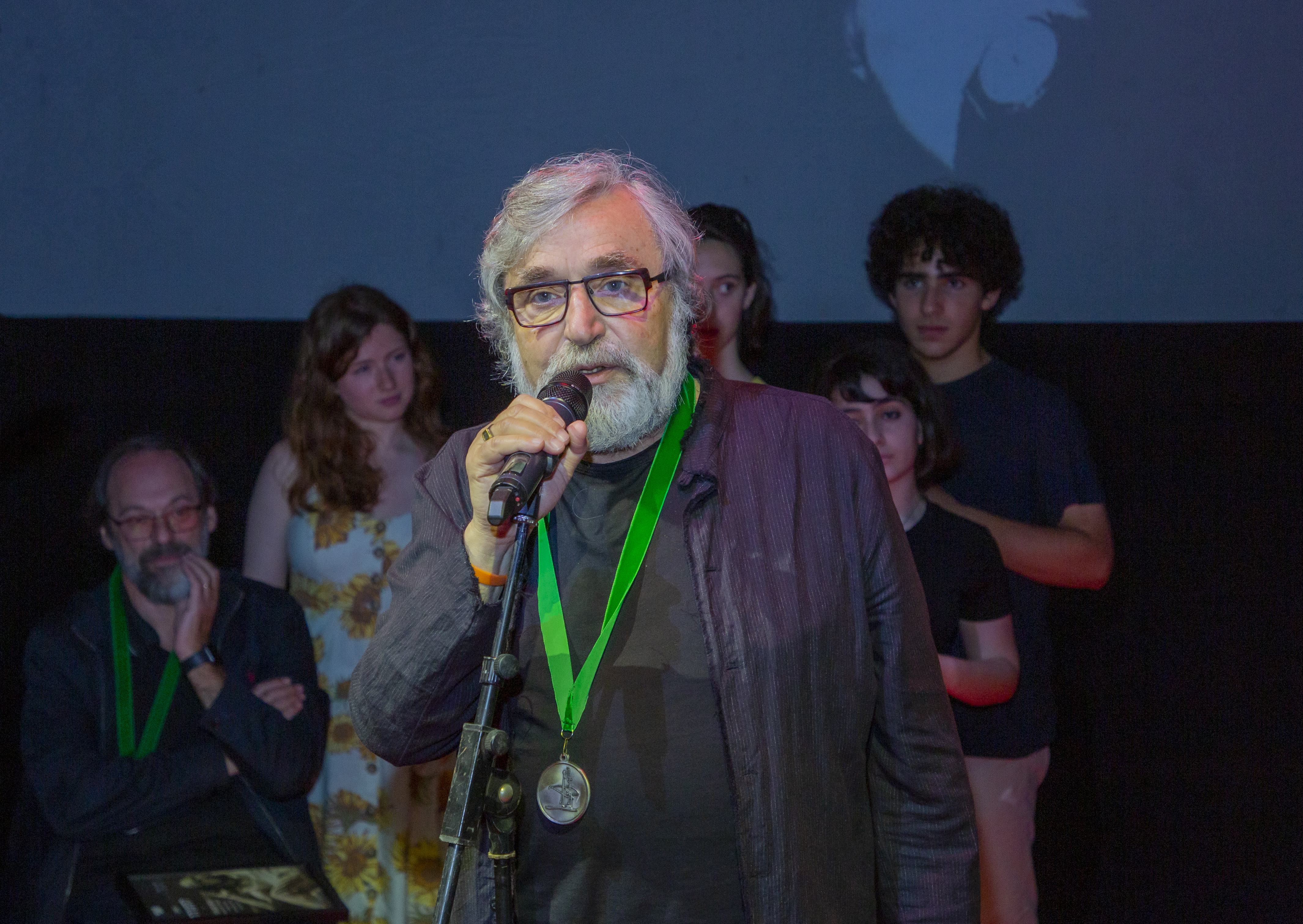
Евгений Арье. 30-тилетие театра "Гешер". Награждение. 2021

- За выдающиеся заслуги в развитии израильского театрального искусства Евгению Арье было присвоено звание Почетного доктора Еврейского университета в Иерусалиме, Бар-Иланского университета и Научного института Вайцмана в Реховоте, а также звание Почётного коллеги Академического Центра Рупина[14].
- В ноябре 2011 года Евгений Арье был объявлен лауреатом 16-й Международной театральной премии имени Станиславского в номинации «События сезона». Премия Станиславского была вручена спектаклю театра «Современник» «Враги. История любви» по роману лауреата Нобелевской премии Исаака Башевиса Зингера в постановке Евгения Арье.[15]
- Четырежды (1995, 1996, 2001, 2002) Евгений Арье «становился лауреатом Премии Израильской театральной Академии (ивр.) в номинации „Режиссёр года“, два раза был награждён как сценограф собственных спектаклей („Раб“ и „Шоша“, в соавторстве с М. Краменко)».
- 2001 год: Почётный член «Школы кинематографии и телевидения им. С. Шпигеля» в Иерусалиме (англ.).
- 2002 год: Почётный доктор Еврейского университета в Иерусалиме «за выдающиеся заслуги в развитии израильского театрального искусства».
- 2006 год: Почётный доктор института Вейцмана.